# Morti il 12 dicembre
| Questa pagina contiene informazioni ricavate automaticamente dalle voci biografiche con l'ausilio del template Bio e di un bot. L'aggiornamento è periodico e automatico e ricostruisce completamente la pagina. Se manca una persona in questa lista, sei pregato di non aggiungerla, ma accertati piuttosto che la sua voce biografica contenga il template Bio e che i dati anagrafici siano correttamente compilati. Se il template Bio manca, inseriscilo tu stesso o, in alternativa, metti l'avviso {{tmp\|Bio}} che ne segnala la mancanza. Se i dati riportati sono sbagliati, correggi direttamente la voce biografica; le modifiche saranno visibili in questa lista entro pochi giorni. Per chiarimenti vedi il progetto biografie. La lista contiene solo le 581 persone che sono citate nell'enciclopedia e per le quali è stato implementato correttamente il template Bio. Pagina aggiornata al 13 ago 2025. |

## IV secolo(1)
- 348 - Spiridione di Trimitonte, vescovo romano

## VII secolo(1)
- 627 - Rhahzadh, generale persiano

## X secolo(1)
- 940 - Al-Radi, califfo (n. 909)

## XI secolo(1)
- 1045 - Angilramno, abate francese

## XII secolo(1)
- 1154 - Vicelino di Oldenburg, vescovo cattolico e santo tedesco

## XIII secolo(6)
- 1204 - Mosè Maimonide, filosofo, rabbino e medico (n. 1135)
- 1204 - Waleran de Beaumont, IV conte di Warwick, nobile (n. 1153)
- 1212 - Davide I di Trebisonda, sovrano (n. 1184)
- 1212 - Goffredo, arcivescovo cattolico inglese
- 1296 - Isabella di Mar, nobile scozzese (n. 1277)
- 1300 - Bartolo da San Gimignano, religioso italiano (n. 1228)

## XIV secolo(2)
- 1306 - Corrado da Offida, francescano italiano (n. 1237)
- 1349 - Giovanna di Borgogna, regina (n. 1293)

## XV secolo(5)
- 1409 - Pierre Blain, cardinale francese
- 1421 - Sibilla de Cetto, nobildonna italiana
- 1454 - Jean d'Arces, cardinale e arcivescovo cattolico francese (n. 1370)
- 1476 - Federico I del Palatinato, nobile tedesco (n. 1425)
- 1478 - Johannes Mentelin, tipografo tedesco (n. 1410)

## XVI secolo(7)
- 1543 - Maria Salviati, nobildonna italiana (n. 1499)
- 1552 - Paolo Giovio, vescovo cattolico, storico e medico italiano (n. 1483)
- 1559 - Andreas Aurifaber, medico tedesco (n. 1514)
- 1586 - Stefano I Báthory, re ungherese (n. 1533)
- 1589 - Francesco Balbi da Correggio, scrittore e militare italiano (n. 1505)
- 1594 - Jakob II Putrich, presbitero austriaco (n. 1523)
- 1598 - Cherubino Ghirardacci, storico italiano (n. 1519)

## XVII secolo(19)
- 1622 - Bartolomeo Manfredi, pittore italiano (n. 1582)
- 1636 - Giovan Battista Aleotti, architetto italiano (n. 1546)
- 1637 - Alpino Alpini, medico e botanico italiano (n. 1603)
- 1645 - Giovanni Bernardino Azzolino, pittore italiano (n. 1572)
- 1647 - Fulvio Alessandro della Corgna, nobile e politico italiano (n. 1589)
- 1668 - Girolamo Ghilini, storico e presbitero italiano (n. 1589)
- 1671 - William Seymour, III duca di Somerset, nobile inglese (n. 1654)
- 1672 - Charles Stewart, III duca di Richmond, nobile, politico e diplomatico britannico (n. 1639)
- 1674 - Francesco Marino I Caracciolo, militare e principe italiano (n. 1631)
- 1679 - David Carnegie, II conte di Northesk, nobile scozzese
- 1680 - Sofia Augusta di Holstein-Gottorp, principessa (n. 1630)
- 1681 - Hermann Conring, giurista, economista e medico tedesco (n. 1606)
- 1682 - Johann Maximilian von Lamberg, nobile, diplomatico e politico austriaco (n. 1608)
- 1683 - Robert Crosse, teologo inglese (n. 1606)
- 1685 - John Pell, matematico e linguista inglese (n. 1611)
- 1686 - Charles de Noyelle, gesuita belga (n. 1615)
- 1688 - Emilia van Nassau-Beverweerd, olandese (n. 1635)
- 1692 - Veríssimo de Lencastre, cardinale e arcivescovo cattolico portoghese (n. 1615)
- 1694 - Filippo Lauri, pittore italiano (n. 1623)

## XVIII secolo(27)
- 1702 - Olaus Rudbeck, scienziato e scrittore svedese (n. 1630)
- 1706 - Cristiano Ludovico di Waldeck, nobile tedesco (n. 1635)
- 1707 - Marcello Severoli, antiquario e religioso italiano (n. 1644)
- 1710 - Maria de Toledo y Velasco, nobildonna spagnola (n. 1651)
- 1721 - Joseph Greissing, architetto tedesco (n. 1664)
- 1724 - Hendrik Frans Verbruggen, scultore belga (n. 1654)
- 1745 - Pierre Taffin, nobile e imprenditore francese (n. 1664)
- 1751 - Henry Saint-John Bolingbroke, politico e filosofo inglese (n. 1678)
- 1758 - Françoise de Graffigny, scrittrice francese (n. 1695)
- 1759 - Carlo Gregori, incisore italiano (n. 1702)
- 1764 - Johann Philipp Breyne, botanico, paleontologo e zoologo tedesco (n. 1680)
- 1766 - Johann Christoph Gottsched, scrittore e critico letterario tedesco (n. 1700)
- 1777 - Albrecht von Haller, medico e poeta svizzero (n. 1708)
- 1781 - Christophe de Beaumont, arcivescovo cattolico francese (n. 1703)
- 1785 - Carlotta d'Assia-Darmstadt, duchessa (n. 1755)
- 1787 - Jean Valade, pittore francese (n. 1710)
- 1788 - Federico Enrico di Brandeburgo-Schwedt, nobile (n. 1709)
- 1790 - Michail Michajlovič Ščerbatov, politico e storico russo (n. 1733)
- 1791 - Etteilla, esoterista francese (n. 1738)
- 1792 - William Hoare, pittore e incisore inglese (n. 1707)
- 1793 - Giuseppe Sanmartino, scultore italiano (n. 1720)
- 1797 - Federico Ermanno di Anhalt-Köthen-Pleß, nobile tedesco (n. 1731)
- 1799 - Leopoldo De Renzis, militare italiano (n. 1749)
- 1799 - Nicola Fiorentino, scienziato, scrittore e patriota italiano (n. 1755)
- 1799 - Michele Granata, religioso e patriota italiano (n. 1748)
- 1800 - Giovanni Carsana, arcivescovo cattolico dalmata (n. 1718)
- 1800 - Ferdinando Fossi, presbitero, archivista e bibliotecario italiano (n. 1720)

## XIX secolo(60)
- 1803 - Federico Adolfo di Svezia, principe svedese (n. 1750)
- 1807 - Giuseppe Antonio Maria Michele Mainoni, generale italiano (n. 1754)
- 1812 - Franz Leopold Lafontaine, chirurgo tedesco (n. 1756)
- 1813 - Heinrich Grenser, tedesco (n. 1764)
- 1814 - Ernst Ludwig Julius von Lenthe, politico tedesco (n. 1744)
- 1817 - Domenico Pizzamano, politico e ammiraglio italiano (n. 1748)
- 1819 - Vincenzo Dandolo, scienziato, politico e agronomo italiano (n. 1758)
- 1821 - Alexander Callimachi, ottomano (n. 1737)
- 1822 - Gioacchino de Gemmis, vescovo cattolico italiano (n. 1746)
- 1823 - Edward Alanson, chirurgo britannico (n. 1747)
- 1824 - Ascanio Baldasseroni, avvocato e giurista italiano (n. 1751)
- 1825 - Elizabeth Bentinck, nobildonna inglese (n. 1735)
- 1830 - Matthias Rebrovich, militare austriaco (n. 1756)
- 1832 - Girolamo Bagnasco, scultore italiano (n. 1759)
- 1832 - Andrea Nozzari, tenore italiano (n. 1776)
- 1833 - Louis-Guillaume-Valentin Dubourg, arcivescovo cattolico francese (n. 1766)
- 1836 - Giuseppe Farinelli, compositore italiano (n. 1769)
- 1837 - Theodor Friedrich Ludwig Nees von Esenbeck, botanico, farmacista e farmacologo tedesco (n. 1787)
- 1838 - Carl Philipp von Wrede, generale tedesco (n. 1767)
- 1840 - Jean-Étienne Dominique Esquirol, psichiatra e scienziato francese (n. 1772)
- 1841 - Zorawar Singh Kahluria, generale indiano (n. 1784)
- 1846 - Charles Alexandre Lesueur, naturalista, esploratore e pittore francese (n. 1778)
- 1847 - Carlotta di Sassonia-Hildburghausen, principessa tedesca (n. 1787)
- 1847 - James Kent, giurista statunitense (n. 1763)
- 1848 - Cesare Malpica, giornalista, viaggiatore e poeta italiano (n. 1804)
- 1849 - Marc Isambard Brunel, ingegnere francese (n. 1769)
- 1849 - Giovanni Antonio Grassi, gesuita italiano (n. 1775)
- 1851 - Joel Roberts Poinsett, politico statunitense (n. 1779)
- 1852 - Hugo Reid, statunitense (n. 1811)
- 1854 - Giovanni Francesco Pressenda, liutaio italiano (n. 1777)
- 1855 - Jean de Charpentier, geologo svizzero (n. 1786)
- 1860 - Alessio Narbone, gesuita e storico italiano (n. 1789)
- 1862 - Carolina Bassi, contralto italiano (n. 1781)
- 1865 - Giovanni Nigra, banchiere, politico e nobile italiano (n. 1798)
- 1867 - Antonio Novasconi, vescovo cattolico e politico italiano (n. 1798)
- 1868 - Giovanni Corti, vescovo cattolico italiano (n. 1797)
- 1868 - Guglielmo di Solms-Braunfels, militare prussiano (n. 1801)
- 1870 - James Holland, pittore inglese (n. 1799)
- 1873 - Carlo Regnoli, chirurgo, paleontologo e patriota italiano (n. 1838)
- 1873 - James Smith, ottico inglese (n. 1800)
- 1875 - Edadil Kadin, principessa abcasa (n. 1845)
- 1877 - José de Alencar, politico e scrittore brasiliano (n. 1829)
- 1879 - Francesco Cusani, storico, scrittore e traduttore italiano (n. 1802)
- 1880 - Louis Girod de Montfalcon, politico francese (n. 1813)
- 1881 - Antonio Brady, naturalista, geologo e paleontologo britannico (n. 1811)
- 1882 - Michelangelo Caetani, nobile, politico e letterato italiano (n. 1804)
- 1882 - Wilhelm von Hanno, architetto, scultore e pittore tedesco (n. 1826)
- 1886 - Johan Nicolai Madvig, filologo classico, latinista e politico danese (n. 1804)
- 1886 - Félicie de Fauveau, scultrice francese (n. 1801)
- 1889 - Robert Browning, poeta e drammaturgo inglese (n. 1812)
- 1889 - Viktor Jakovlevič Bunjakovskij, matematico russo (n. 1804)
- 1889 - Edoardo Herter, patriota, medico e missionario italiano (n. 1834)
- 1891 - Lydia Welti-Escher, mecenate svizzera (n. 1858)
- 1893 - Jashwant Singh di Bharatpur, principe indiano (n. 1851)
- 1894 - John Thompson, politico canadese (n. 1845)
- 1895 - Richard Henry Budden, alpinista inglese (n. 1826)
- 1895 - Allen G. Thurman, politico statunitense (n. 1813)
- 1899 - Salvatore Depau, vescovo cattolico italiano (n. 1831)
- 1899 - Girolamo Rolandi, militare e politico italiano (n. 1827)
- 1900 - Santo Siorpaes, alpinista e militare italiano (n. 1832)

## XX secolo(279)
- 1901 - Emilia Errera, scrittrice italiana (n. 1866)
- 1903 - Christian Johansson, danzatore e coreografo russo (n. 1817)
- 1904 - Giuseppe Savini, linguista italiano (n. 1848)
- 1904 - Emanuel Schiffers, scacchista russo (n. 1850)
- 1905 - William Sharp, scrittore e poeta scozzese (n. 1855)
- 1906 - William James Craig, editore britannico (n. 1843)
- 1907 - Francesco Magani, vescovo cattolico italiano (n. 1828)
- 1909 - Karl Krumbacher, bizantinista e filologo classico tedesco (n. 1856)
- 1910 - Franz König, chirurgo tedesco (n. 1832)
- 1911 - Anatole Bailly, grecista, lessicografo e docente francese (n. 1833)
- 1911 - Honoré Daumet, architetto francese (n. 1826)
- 1911 - Georg Hilmar, ginnasta tedesco (n. 1876)
- 1912 - Vigilio Inama, grecista, storico e epigrafista italiano (n. 1835)
- 1912 - Luitpold di Baviera, principe tedesco (n. 1821)
- 1913 - Menelik II, imperatore etiope (n. 1844)
- 1915 - William Neville, I marchese di Abergavenny, nobile e ufficiale inglese (n. 1826)
- 1915 - Amelia Patti, cantante lirica italiana (n. 1831)
- 1916 - Jules Cantini, scultore e filantropo francese (n. 1826)
- 1916 - Serafino Macchiati, pittore italiano (n. 1861)
- 1916 - Leo Anton Carl de Ball, astronomo tedesco (n. 1853)
- 1917 - Manlio Feruglio, militare italiano (n. 1892)
- 1917 - Andrew Taylor Still, medico, inventore e politico statunitense (n. 1828)
- 1918 - James Cowan, calciatore e allenatore di calcio scozzese (n. 1868)
- 1918 - Carlo Sutermeister, imprenditore e ingegnere svizzero (n. 1847)
- 1918 - William Wolbert, regista, attore e sceneggiatore statunitense (n. 1883)
- 1919 - Feng Guozhang, generale e politico cinese (n. 1859)
- 1919 - Paul Stäckel, matematico tedesco (n. 1862)
- 1921 - Henrietta Swan Leavitt, astronoma statunitense (n. 1868)
- 1921 - Frances Macdonald, pittrice britannica (n. 1873)
- 1922 - Joseph-Auguste Duc, arcivescovo cattolico e alpinista italiano (n. 1835)
- 1922 - John Wanamaker, politico statunitense (n. 1838)
- 1923 - Raymond Radiguet, scrittore e poeta francese (n. 1903)
- 1924 - Aleksandr L'vovič Parvus, rivoluzionario russo (n. 1867)
- 1926 - Jean Richepin, poeta, scrittore e drammaturgo francese (n. 1849)
- 1928 - Gregorio IV, vescovo (n. 1859)
- 1929 - Uwe Jens Krafft, regista e attore tedesco
- 1930 - Nikolaj Nikolaevič Pokrovskij, politico russo (n. 1865)
- 1931 - Franz Mauve, ammiraglio tedesco (n. 1864)
- 1931 - Franz Tavella, scultore austriaco (n. 1844)
- 1933 - Camille Jullian, storico, filologo e archeologo francese (n. 1859)
- 1933 - Romana Popiel, attrice polacca (n. 1849)
- 1933 - Anita Rée, pittrice tedesca (n. 1885)
- 1933 - Antonín Švehla, politico cecoslovacco (n. 1873)
- 1934 - Fermo Corni, imprenditore italiano (n. 1853)
- 1934 - Oscar Goerke, pistard statunitense (n. 1883)
- 1934 - Thorleif Haug, sciatore nordico norvegese (n. 1894)
- 1935 - Victor Grignard, chimico francese (n. 1871)
- 1936 - Louis Delaprée, sceneggiatore francese (n. 1902)
- 1936 - Dino Di Marzio, militare e aviatore italiano (n. 1910)
- 1936 - Pietro Iantorni, stilista italiano (n. 1874)
- 1936 - Giorgio Pollera, militare italiano (n. 1912)
- 1936 - Odoardo Antonio Rovescalli, scenografo italiano (n. 1864)
- 1937 - Alfred Abel, attore e regista tedesco (n. 1879)
- 1937 - Karol Anton Medvecký, presbitero, etnografo e museologo slovacco (n. 1875)
- 1938 - Frances Blogg, scrittrice britannica (n. 1869)
- 1938 - Albert Carré, librettista e attore francese (n. 1852)
- 1938 - Mihrengiz Kadın, ottomana (n. 1869)
- 1939 - Lewis Clinton-Baker, ammiraglio inglese (n. 1866)
- 1939 - Douglas Fairbanks, attore e produttore cinematografico statunitense (n. 1883)
- 1939 - Kolë Idromeno, fotografo, pittore e scultore albanese (n. 1860)
- 1940 - Antonio Ferrigno, pittore italiano (n. 1863)
- 1940 - Philip Kerr, XI marchese di Lothian, diplomatico scozzese (n. 1882)
- 1941 - Élie Blanchard, giocatore di lacrosse canadese (n. 1881)
- 1941 - George Butterworth, tennista e rugbista a 15 britannico (n. 1858)
- 1941 - Ugo De Carolis, generale italiano (n. 1887)
- 1942 - Augustin-Marie Tardieu, vescovo cattolico e missionario francese (n. 1872)
- 1942 - Helen Westley, attrice statunitense (n. 1875)
- 1943 - Giacinto Motta, ingegnere, dirigente d'azienda e politico italiano (n. 1870)
- 1943 - Riccardo Pacifici, rabbino italiano (n. 1904)
- 1943 - Celso Strocchi, partigiano italiano (n. 1913)
- 1944 - Antonio Giuriolo, partigiano italiano (n. 1912)
- 1944 - Emil Gröner, allenatore di calcio e calciatore tedesco (n. 1892)
- 1944 - Regina Jonas, rabbino e educatrice tedesca (n. 1902)
- 1944 - Guido Meineri, pittore italiano (n. 1869)
- 1945 - Franz Duhne, siepista tedesco (n. 1880)
- 1945 - Jakov Modestovič Gakkel', ingegnere e scienziato russo (n. 1874)
- 1945 - Federico di Schaumburg-Lippe, principe tedesco (n. 1868)
- 1946 - Renée Falconetti, attrice francese (n. 1892)
- 1946 - Giuseppe Gennaioli, presbitero e poeta italiano (n. 1873)
- 1946 - Francesco Vatielli, compositore e musicologo italiano (n. 1877)
- 1947 - Robert Meyer, patologo e ginecologo tedesco (n. 1864)
- 1947 - Hoda Sha'rawi, attivista egiziana (n. 1879)
- 1948 - Lucy Cotton, attrice statunitense (n. 1895)
- 1949 - Géza Szigritz, nuotatore ungherese (n. 1907)
- 1950 - Luigi Biancheri, ammiraglio italiano (n. 1891)
- 1950 - Luigi Bosisio, calciatore, dirigente sportivo e arbitro di calcio italiano (n. 1869)
- 1950 - Peter Fraser, politico neozelandese (n. 1884)
- 1950 - Al Giebler, sceneggiatore statunitense (n. 1872)
- 1950 - Paolo Schicchi, anarchico italiano (n. 1865)
- 1950 - Wilf Wild, allenatore di calcio inglese (n. 1893)
- 1951 - Mildred Bailey, cantante statunitense (n. 1907)
- 1951 - Gino Delle Fratte, calciatore italiano (n. 1905)
- 1951 - Giuseppe Sabatini, ciclista su strada italiano (n. 1915)
- 1952 - Billy Cook, serial killer statunitense (n. 1928)
- 1952 - Antonio D'Ormea, psichiatra italiano (n. 1873)
- 1952 - Bedřich Hrozný, linguista, orientalista e archeologo ceco (n. 1879)
- 1952 - Ettore Lombardo Pellegrino, giurista, avvocato e politico italiano (n. 1866)
- 1953 - Giovanni Corsi, ingegnere e politico italiano (n. 1867)
- 1953 - Jan Hora, nuotatore e pallanuotista cecoslovacco (n. 1900)
- 1953 - Anthony Jahnke, ginnasta e multiplista statunitense (n. 1879)
- 1954 - Ed Sanders, pugile statunitense (n. 1930)
- 1955 - Irv Small, hockeista su ghiaccio statunitense (n. 1891)
- 1956 - Felice Berardo, calciatore e arbitro di calcio italiano (n. 1888)
- 1957 - Margaret Lygon Russell, baronessa Ampthill, nobildonna inglese (n. 1874)
- 1957 - Pietro Sampietro, compositore, pianista e direttore di banda italiano (n. 1877)
- 1958 - Gastone Costa, avvocato e politico italiano (n. 1878)
- 1958 - Slobodan Jovanović, politico jugoslavo (n. 1869)
- 1958 - Milutin Milanković, ingegnere, matematico e climatologo serbo (n. 1879)
- 1959 - Lorenzo Dalmazzo, generale italiano (n. 1886)
- 1959 - Gyula Kiss, calciatore ungherese (n. 1916)
- 1959 - Hans Kämpfer, calciatore svizzero (n. 1885)
- 1959 - Aldo Mantovani, fantino italiano (n. 1891)
- 1959 - Russell Simpson, attore statunitense (n. 1877)
- 1960 - Lily Granado, attrice francese (n. 1922)
- 1960 - Christopher Hornsrud, politico norvegese (n. 1859)
- 1961 - Hauk Aabel, attore norvegese (n. 1869)
- 1961 - Aldo Bertolani, medico italiano (n. 1883)
- 1961 - Alexander Grant Dexter, giornalista canadese (n. 1896)
- 1961 - Daiun Sogaku Harada, maestro zen giapponese (n. 1871)
- 1962 - Felix Aderca, scrittore, poeta e giornalista rumeno (n. 1891)
- 1962 - Ekaterina Vasil'evna Gel'cer, ballerina russa (n. 1876)
- 1962 - Pagu, scrittrice, poeta e giornalista brasiliana (n. 1910)
- 1963 - Theodor Heuss, politico, giornalista e pubblicista tedesco (n. 1884)
- 1963 - Yasujirō Ozu, regista e sceneggiatore giapponese (n. 1903)
- 1963 - Barbara Read, attrice canadese (n. 1917)
- 1963 - Józef Zając, generale e aviatore polacco (n. 1891)
- 1964 - Otto Ciliax, ammiraglio tedesco (n. 1891)
- 1964 - Aldo Corazza, pioniere dell'aviazione italiano (n. 1878)
- 1965 - Gaetano Castelfranchi, ingegnere e fisico italiano (n. 1892)
- 1965 - Georges Gurvitch, sociologo russo (n. 1894)
- 1965 - Halvdan Koht, storico e politico norvegese (n. 1873)
- 1965 - William Randolph Lovelace II, medico statunitense (n. 1907)
- 1966 - Gustavo Gay, calciatore italiano (n. 1899)
- 1966 - Luigi Meda, avvocato e politico italiano (n. 1900)
- 1966 - Ernesto Remani, regista, sceneggiatore e produttore cinematografico italiano (n. 1906)
- 1966 - Karl Ruberl, nuotatore austriaco (n. 1880)
- 1967 - Thomas Bamford, calciatore gallese (n. 1905)
- 1967 - Luigi Burlando, allenatore di calcio, calciatore e pallanuotista italiano (n. 1899)
- 1967 - Giovanni Orgera, politico italiano (n. 1894)
- 1968 - Tim Ahearne, triplista britannico (n. 1885)
- 1968 - Dante Alderighi, pianista, compositore e critico musicale italiano (n. 1898)
- 1968 - Olga Antonetti, modella venezuelana (n. 1945)
- 1968 - Tallulah Bankhead, attrice statunitense (n. 1902)
- 1968 - Antonio Cifariello, attore italiano (n. 1930)
- 1968 - Aldo Cocchia, ammiraglio italiano (n. 1900)
- 1968 - Ottavio Corgini, politico e economista italiano (n. 1889)
- 1969 - Adele Zara, infermiera italiana (n. 1882)
- 1970 - Natan Isaevič Al'tman, pittore e scultore russo (n. 1889)
- 1970 - Doris Blackburn, politica, attivista e pacifista australiana (n. 1889)
- 1970 - Carolyn Craig, attrice statunitense (n. 1934)
- 1970 - Emanuele Garda, ciclista su strada italiano (n. 1890)
- 1970 - Louis Zimmer, astronomo e orologiaio belga (n. 1888)
- 1971 - Pierre Albrecht, cestista svizzero (n. 1926)
- 1971 - Luigi Castagno, politico e sindacalista italiano (n. 1893)
- 1971 - Max Mell, poeta e drammaturgo austriaco (n. 1882)
- 1971 - Astolfo Moretti, politico italiano (n. 1910)
- 1971 - Alan Morton, calciatore scozzese (n. 1893)
- 1971 - Lina Poletti, scrittrice italiana (n. 1885)
- 1971 - Aharon Reuveni, scrittore israeliano (n. 1886)
- 1971 - David Sarnoff, imprenditore statunitense (n. 1891)
- 1971 - Frank Wolff, attore statunitense (n. 1928)
- 1972 - Josef Schmied, militare tedesco (n. 1913)
- 1973 - Celso Cicognani, politico italiano (n. 1901)
- 1973 - Umberto Franzosi, pittore italiano (n. 1892)
- 1973 - Atilio García, calciatore argentino (n. 1914)
- 1973 - Ranald MacDougall, sceneggiatore e regista statunitense (n. 1915)
- 1973 - Aleksej Ivanovič Prošljakov, generale e ingegnere sovietico (n. 1901)
- 1974 - Carlo Diano, filosofo, grecista e filologo classico italiano (n. 1902)
- 1974 - Gino Franceschini, storico italiano (n. 1890)
- 1974 - Berndt-Otto Rehbinder, schermidore svedese (n. 1918)
- 1975 - Aleksej Ermolaev, danzatore e coreografo russo (n. 1910)
- 1975 - Walter Sköld, calciatore svedese (n. 1910)
- 1976 - Jack Cassidy, attore statunitense (n. 1927)
- 1976 - Severino Rosso, calciatore e allenatore di calcio italiano (n. 1898)
- 1976 - Vadim Borisovič Šavrov, ingegnere aeronautico e storico sovietico (n. 1898)
- 1976 - Lars Schybergson, calciatore finlandese (n. 1894)
- 1977 - Carlo Bossini, calciatore italiano (n. 1909)
- 1977 - Clementine Churchill, nobildonna britannica (n. 1885)
- 1977 - Arthur Erdélyi, matematico ungherese (n. 1908)
- 1977 - Grethe Rask, medico e chirurgo danese (n. 1930)
- 1978 - Keith Ellis, bassista britannico (n. 1946)
- 1978 - Il'ja Abramovič Kan, scacchista russo (n. 1909)
- 1978 - Francesco Locatelli, ciclista su strada italiano (n. 1920)
- 1978 - Fay Compton, attrice inglese (n. 1894)
- 1978 - Paolo Minganti, orientalista, arabista e islamista italiano (n. 1925)
- 1978 - Hermann Springer, calciatore svizzero (n. 1908)
- 1979 - Elka de Levie, ginnasta olandese (n. 1905)
- 1979 - Charlotte Radcliffe, nuotatrice britannica (n. 1903)
- 1980 - Bruno Bartolozzi, violinista e compositore italiano (n. 1911)
- 1980 - Thorbjørn Damgaard, calciatore norvegese (n. 1891)
- 1980 - Palmiro Foresi, politico italiano (n. 1900)
- 1980 - Jean Lesage, politico e avvocato canadese (n. 1912)
- 1980 - Urie McCleary, scenografo statunitense (n. 1905)
- 1981 - Pierre Bodin, allenatore di calcio e calciatore francese (n. 1934)
- 1981 - Luigi Carluccio, critico d'arte italiano (n. 1911)
- 1981 - Tristano Codignola, politico, editore e giornalista italiano (n. 1913)
- 1981 - Antonio Di Jorio, compositore e direttore di banda italiano (n. 1890)
- 1981 - John Leslie Mackie, filosofo australiano (n. 1917)
- 1981 - Furio Meniconi, attore cinematografico italiano (n. 1924)
- 1981 - Egidio Picchiottino, ciclista su strada italiano (n. 1903)
- 1982 - Lucia Joyce, ballerina italiana (n. 1907)
- 1982 - Siegfried Reischieß, cestista tedesco (n. 1909)
- 1983 - Amza Pellea, attore rumeno (n. 1931)
- 1983 - Constantino Urbieta Sosa, calciatore paraguaiano (n. 1907)
- 1984 - Jaroslav Lukavský, pittore, illustratore e grafico ceco (n. 1924)
- 1984 - János Stófián, calciatore ungherese (n. 1904)
- 1985 - Anne Baxter, attrice statunitense (n. 1923)
- 1985 - Josef Hornauer, calciatore tedesco (n. 1908)
- 1985 - Phil Karlson, regista statunitense (n. 1908)
- 1985 - Ian Stewart, musicista britannico (n. 1938)
- 1986 - Sergio Bettini, storico dell'arte italiano (n. 1905)
- 1986 - Alberto Del Nero, politico italiano (n. 1918)
- 1986 - Harry Owens, compositore statunitense (n. 1902)
- 1986 - Felix Simon, alpinista, chimico e imprenditore tedesco (n. 1896)
- 1986 - Alexander Hanchett Smith, micologo e agronomo statunitense (n. 1904)
- 1987 - Clifton Chenier, musicista e fisarmonicista statunitense (n. 1925)
- 1987 - Giovanni Corona, poeta italiano (n. 1914)
- 1987 - Nolan Leary, attore e sceneggiatore statunitense (n. 1889)
- 1988 - Bill Bertani, calciatore statunitense (n. 1919)
- 1988 - Dick Clair, attore e produttore televisivo statunitense (n. 1931)
- 1988 - Erica Lillegg, scrittrice austriaca (n. 1907)
- 1988 - Anthony Provenzano, mafioso statunitense (n. 1917)
- 1988 - Rudolf Schündler, attore e regista tedesco (n. 1906)
- 1988 - Stjepan Vrbančić, calciatore jugoslavo (n. 1900)
- 1989 - Ramón Abella, pallanuotista uruguaiano (n. 1922)
- 1989 - Charles Fosset, allenatore di calcio e calciatore francese (n. 1910)
- 1989 - Gianni Sassaroli, calciatore italiano (n. 1946)
- 1989 - Cesare Zancanaro, calciatore, hockeista su pista e scultore italiano (n. 1904)
- 1990 - Giorgio Ghezzi, allenatore di calcio e calciatore italiano (n. 1930)
- 1991 - Eleanor Boardman, attrice statunitense (n. 1898)
- 1991 - Moshe Castel, pittore israeliano (n. 1909)
- 1991 - Peter Kienast, bobbista e skeletonista austriaco (n. 1949)
- 1991 - Ronnie Ross, sassofonista e clarinettista britannico (n. 1933)
- 1992 - Ali Amini, politico e diplomatico iraniano (n. 1905)
- 1992 - Germano Lombardi, scrittore italiano (n. 1925)
- 1992 - Togo Renan Soares, allenatore di pallacanestro brasiliano (n. 1906)
- 1992 - Robert Rex, politico niueano (n. 1909)
- 1993 - József Antall, politico ungherese (n. 1932)
- 1993 - Marian Constance Blackton, sceneggiatrice e attrice statunitense (n. 1901)
- 1993 - Joan Cross, soprano, regista teatrale e direttrice artistica britannica (n. 1900)
- 1993 - Ettore Girardengo, calciatore italiano (n. 1918)
- 1994 - Charles Kouyos, lottatore francese (n. 1928)
- 1994 - Nicolaas Kuiper, matematico olandese (n. 1920)
- 1994 - Fabio Masala, educatore, critico cinematografico e giornalista italiano (n. 1940)
- 1994 - Stuart Roosa, astronauta statunitense (n. 1933)
- 1994 - Karl Stoiber, calciatore austriaco (n. 1907)
- 1995 - Ángel Crespo, poeta e critico letterario spagnolo (n. 1926)
- 1995 - Carolina Matilde di Danimarca, principessa danese (n. 1912)
- 1995 - Giovanni Giacomazzi, calciatore italiano (n. 1928)
- 1995 - Tee Scott, disc jockey e produttore discografico statunitense (n. 1948)
- 1995 - Lore Terracini, critica letteraria e ispanista italiana (n. 1925)
- 1996 - Mina d'Albore, soprano italiano (n. 1908)
- 1996 - Larry Gates, attore statunitense (n. 1915)
- 1996 - Anton Moravčík, calciatore cecoslovacco (n. 1931)
- 1996 - Vance Packard, giornalista e sociologo statunitense (n. 1914)
- 1996 - Nilo Piccoli, politico italiano (n. 1911)
- 1998 - Max Boydston, giocatore di football americano statunitense (n. 1932)
- 1998 - Lawton Chiles, politico statunitense (n. 1930)
- 1998 - Marco Denevi, scrittore, giornalista e avvocato argentino (n. 1922)
- 1998 - Óscar Armando Díaz, calciatore salvadoregno (n. 1970)
- 1998 - Gilbert Favre, flautista e antropologo svizzero (n. 1936)
- 1998 - Willis Gertsch, aracnologo statunitense (n. 1906)
- 1998 - Don Patterson, animatore e regista statunitense (n. 1909)
- 1998 - Mo Udall, politico e cestista statunitense (n. 1922)
- 1999 - Maria Pia Arcangeli, attrice teatrale e cantante italiana (n. 1918)
- 1999 - Huelet Benner, tiratore a segno statunitense (n. 1917)
- 1999 - Paul Cadmus, artista statunitense (n. 1904)
- 1999 - Stane Dolanc, politico jugoslavo (n. 1925)
- 1999 - Vadim Guljaev, pallanuotista sovietico (n. 1941)
- 1999 - Joseph Heller, scrittore, commediografo e sceneggiatore statunitense (n. 1923)
- 1999 - Ladislav Józsa, calciatore cecoslovacco (n. 1948)
- 1999 - Juan José Mieza, calciatore spagnolo (n. 1915)
- 1999 - Luciano Sada, cabarettista e cantante italiano (n. 1929)
- 2000 - Michael D'Asaro, schermidore statunitense (n. 1938)
- 2000 - Götz Friedrich, regista teatrale tedesco (n. 1930)
- 2000 - Rosa King, sassofonista e cantante statunitense (n. 1939)
- 2000 - Libertad Lamarque, attrice e cantante argentina (n. 1908)
- 2000 - George Montgomery, attore e regista statunitense (n. 1916)
- 2000 - Ndabaningi Sithole, politico zimbabwese (n. 1920)

## XXI secolo(170)
- 2001 - Josef Bican, calciatore e allenatore di calcio austriaco (n. 1913)
- 2001 - Ardito Desio, esploratore e geologo italiano (n. 1897)
- 2001 - Giuseppe Prisco, avvocato e dirigente sportivo italiano (n. 1921)
- 2001 - Jean Richard, attore francese (n. 1921)
- 2001 - Roger Scotti, calciatore francese (n. 1925)
- 2002 - Nikolaj Michajlovič Amosov, cardiochirurgo e politico sovietico (n. 1913)
- 2002 - Dee Brown, bibliotecario, storico e scrittore statunitense (n. 1908)
- 2002 - Brad Dexter, attore serbo (n. 1917)
- 2002 - Arnaldo La Barbera, poliziotto, dirigente pubblico e prefetto italiano (n. 1942)
- 2002 - Víctor Latou, cestista uruguaiano (n. 1913)
- 2003 - Eva Besnyö, fotografa ungherese (n. 1910)
- 2003 - Marcello Giombini, compositore e organista italiano (n. 1928)
- 2003 - Manlio Guberti Helfrich, pittore, incisore e scrittore italiano (n. 1917)
- 2003 - Rudolf Krause, allenatore di calcio e calciatore tedesco orientale (n. 1927)
- 2003 - Art Napoleon, regista, sceneggiatore e produttore cinematografico statunitense (n. 1920)
- 2003 - George Pastushok, cestista statunitense (n. 1922)
- 2003 - Fadwa Tuqan, poetessa e saggista palestinese (n. 1917)
- 2003 - Skip Wolters, pallanuotista singaporiano (n. 1929)
- 2003 - Heydər Əliyev, politico azero (n. 1923)
- 2004 - Ugo Carà, scultore, grafico e designer italiano (n. 1908)
- 2004 - George Hunter, pugile sudafricano (n. 1927)
- 2004 - Phaswane Mpe, romanziere e poeta sudafricano (n. 1970)
- 2004 - Ladislav Putyera, allenatore di calcio e calciatore cecoslovacco (n. 1926)
- 2004 - William B. Rosson, generale statunitense (n. 1918)
- 2004 - Pavlo Vasylyk, vescovo cattolico ucraino (n. 1926)
- 2005 - Renzo Amadesi, calciatore italiano (n. 1915)
- 2005 - Amerigo Cacioni, ciclista su strada italiano (n. 1908)
- 2005 - Joseph Eric D'Arcy, arcivescovo cattolico australiano (n. 1924)
- 2005 - Carlo Digilio, terrorista e collaboratore di giustizia italiano (n. 1937)
- 2005 - Ramanand Sagar, regista, sceneggiatore e produttore cinematografico indiano (n. 1917)
- 2005 - Annette Strøyberg, attrice e modella danese (n. 1936)
- 2005 - Juraj Szikora, calciatore cecoslovacco (n. 1947)
- 2006 - Paul Arizin, cestista statunitense (n. 1928)
- 2006 - Peter Boyle, attore statunitense (n. 1935)
- 2006 - Jean-Marie Nadaud, fumettista francese (n. 1946)
- 2006 - Raymond P. Shafer, politico statunitense (n. 1917)
- 2006 - Alan Shugart, informatico e imprenditore statunitense (n. 1930)
- 2007 - Charles Borromel, attore inglese (n. 1933)
- 2007 - Bernard Eastlund, fisico statunitense (n. 1938)
- 2007 - Françoise Landowski-Caillet, pianista e pittrice francese (n. 1917)
- 2007 - Gaetano Michetti, vescovo cattolico italiano (n. 1922)
- 2007 - Helmut Sadlowski, calciatore tedesco (n. 1929)
- 2007 - Alfons Maria Stickler, cardinale e arcivescovo cattolico austriaco (n. 1910)
- 2007 - Ike Turner, cantante e musicista statunitense (n. 1931)
- 2008 - Jean-Claude Bercq, attore e stuntman francese (n. 1929)
- 2008 - Avery Dulles, cardinale, teologo e gesuita statunitense (n. 1918)
- 2008 - Daniel Carleton Gajdusek, medico statunitense (n. 1923)
- 2008 - Sigitas Geda, scrittore lituano (n. 1943)
- 2008 - Van Johnson, attore, ballerino e cantante statunitense (n. 1916)
- 2008 - Prince Lasha, sassofonista, flautista e compositore statunitense (n. 1929)
- 2008 - Tassos Papadopoulos, politico cipriota (n. 1934)
- 2008 - Maksym Pašajev, calciatore ucraino (n. 1988)
- 2009 - Val Avery, attore statunitense (n. 1924)
- 2009 - Klavdija Bojarskich, fondista sovietica (n. 1939)
- 2009 - Manuel Ruiz Sosa, calciatore e allenatore di calcio spagnolo (n. 1937)
- 2010 - Kevin Carlson, cantante, polistrumentista e compositore statunitense (n. 1957)
- 2010 - Jan De Valck, ciclista su strada belga (n. 1929)
- 2010 - Salverino De Vito, politico italiano (n. 1926)
- 2010 - Dan Kurzman, giornalista e scrittore statunitense (n. 1922)
- 2010 - Timothée Malendoma, politico centrafricano (n. 1935)
- 2010 - Silvano Simeon, discobolo italiano (n. 1945)
- 2010 - Tom Walkinshaw, pilota automobilistico e dirigente sportivo britannico (n. 1946)
- 2010 - Hansi Wendler, attrice tedesca (n. 1912)
- 2011 - Filippo Albertoni, pittore e litografo italiano (n. 1930)
- 2011 - Sunday Bada, velocista nigeriano (n. 1969)
- 2011 - Pio Galli, sindacalista italiano (n. 1926)
- 2011 - John Gardner, compositore britannico (n. 1917)
- 2011 - Heinrich Lohrer, hockeista su ghiaccio svizzero (n. 1918)
- 2011 - Alberto de Mendoza, attore argentino (n. 1923)
- 2011 - Mălina Olinescu, cantante rumena (n. 1974)
- 2012 - Alfred Delcourt, arbitro di calcio belga (n. 1929)
- 2012 - Milo Quesada, attore argentino (n. 1930)
- 2012 - Per Jacobsen, calciatore norvegese (n. 1924)
- 2012 - Walt Kirk, cestista e allenatore di pallacanestro statunitense (n. 1924)
- 2012 - Luciano Negrini, canottiere italiano (n. 1920)
- 2013 - Edoardo Balduzzi, psichiatra italiano (n. 1920)
- 2013 - Chang Sung-taek, politico nordcoreano (n. 1946)
- 2013 - Chris Christensen, nuotatore e pallanuotista statunitense (n. 1918)
- 2013 - Roberto Dore, calciatore italiano (n. 1960)
- 2013 - Benny Lai, giornalista e saggista italiano (n. 1925)
- 2013 - Thomas Laughlin, attore, sceneggiatore e politico statunitense (n. 1931)
- 2013 - Leo Sachs, biologo tedesco (n. 1924)
- 2013 - Audrey Totter, attrice statunitense (n. 1917)
- 2014 - Norman Bridwell, fumettista e scrittore statunitense (n. 1928)
- 2014 - Ivor Grattan-Guinness, storico britannico (n. 1941)
- 2014 - Billy Milligan, criminale statunitense (n. 1955)
- 2014 - Duilio Rizzato, calciatore italiano (n. 1924)
- 2014 - Davide Santorsola, pianista e compositore italiano (n. 1961)
- 2015 - Gösta Gärdin, pentatleta svedese (n. 1923)
- 2015 - Frans Geurtsen, calciatore olandese (n. 1942)
- 2015 - Guelfo Marcucci, imprenditore italiano (n. 1928)
- 2015 - Ian Howard Marshall, teologo e biblista britannico (n. 1934)
- 2015 - Nydia Licia, attrice, impresaria teatrale e scrittrice italiana (n. 1926)
- 2015 - Galina Smirnova, artista e pittrice russa (n. 1929)
- 2016 - Lucila Campos, cantante peruviana (n. 1938)
- 2016 - Javier Echevarría Rodríguez, vescovo cattolico spagnolo (n. 1932)
- 2016 - Shirley Hazzard, scrittrice australiana (n. 1931)
- 2016 - Jim Prior, politico britannico (n. 1927)
- 2016 - Leo Sharp, criminale statunitense (n. 1924)
- 2017 - Patrizia Casagrande Esposto, politica italiana (n. 1951)
- 2017 - Everardo Dalla Noce, giornalista, critico d'arte e dirigente sportivo italiano (n. 1928)
- 2017 - Frédéric Debuyst, religioso belga (n. 1922)
- 2017 - Alessandro Kokocinski, pittore, scultore e scenografo italiano (n. 1948)
- 2017 - Ed Lee, politico statunitense (n. 1952)
- 2017 - Alphonsus Liguori Penney, arcivescovo cattolico canadese (n. 1924)
- 2017 - Tom Reese, attore statunitense (n. 1928)
- 2017 - Zarley Zalapski, hockeista su ghiaccio canadese (n. 1968)
- 2018 - Gianfranco Cecchele, tenore italiano (n. 1938)
- 2018 - Carlos Cecconato, calciatore argentino (n. 1930)
- 2018 - Iraj Danaeifard, calciatore iraniano (n. 1951)
- 2018 - Noël Duval, storico, archeologo e epigrafista francese (n. 1929)
- 2018 - Wilhelm Genazino, giornalista e scrittore tedesco (n. 1943)
- 2018 - Ferenc Kósa, regista e sceneggiatore ungherese (n. 1937)
- 2018 - Odile Rodin, attrice francese (n. 1937)
- 2019 - Danny Aiello, attore statunitense (n. 1933)
- 2019 - Dalton Baldwin, pianista statunitense (n. 1931)
- 2019 - Fabbriano, pittore italiano (n. 1936)
- 2019 - Jorge Hernández, pugile cubano (n. 1954)
- 2019 - Phase 2, writer statunitense (n. 1955)
- 2019 - Peter Snell, mezzofondista neozelandese (n. 1938)
- 2019 - Stig Sollander, sciatore alpino svedese (n. 1926)
- 2020 - Bird Averitt, cestista statunitense (n. 1952)
- 2020 - Pinin Brambilla Barcilon, restauratrice italiana (n. 1925)
- 2020 - John le Carré, scrittore britannico (n. 1931)
- 2020 - Amedeo Gigli, illustratore e scrittore italiano (n. 1931)
- 2020 - John McSeveney, allenatore di calcio e calciatore scozzese (n. 1931)
- 2020 - Motjeka Madisha, calciatore sudafricano (n. 1995)
- 2020 - Ferruccio Pisoni, politico italiano (n. 1936)
- 2020 - Charley Pride, cantante e musicista statunitense (n. 1934)
- 2020 - Ann Reinking, attrice, ballerina e coreografa statunitense (n. 1949)
- 2020 - Jack Steinberger, fisico statunitense (n. 1921)
- 2020 - Fikre Selassie Wogderess, politico etiope (n. 1945)
- 2020 - Ruhollah Zam, attivista e giornalista iraniano (n. 1978)
- 2021 - Vicente Fernández, cantante, attore e produttore cinematografico messicano (n. 1940)
- 2021 - Luis Kadijevic, calciatore argentino
- 2021 - Jimmy Rave, wrestler statunitense (n. 1982)
- 2021 - Jurij Šarov, schermidore sovietico (n. 1939)
- 2022 - Alberto Alessi, politico italiano (n. 1939)
- 2022 - Walter Baldessarini, pittore italiano (n. 1936)
- 2022 - Iván Faragó, scacchista ungherese (n. 1946)
- 2022 - Roberto Ferri, cantautore, paroliere e scrittore italiano (n. 1947)
- 2022 - Alexander G. Floyd, botanico australiano (n. 1926)
- 2022 - Mirosław Hermaszewski, cosmonauta polacco (n. 1941)
- 2022 - Kurt Linder, calciatore e allenatore di calcio tedesco (n. 1933)
- 2022 - Cesco Magnolato, pittore e incisore italiano (n. 1926)
- 2022 - Stuart Margolin, attore e regista statunitense (n. 1940)
- 2022 - Kim Mohan, autore di giochi e curatore editoriale statunitense (n. 1949)
- 2022 - Claude Mossé, storica e scrittrice francese (n. 1924)
- 2022 - Hermann Nuber, allenatore di calcio e calciatore tedesco (n. 1935)
- 2022 - Latinka Perović, politica e storica serba (n. 1933)
- 2022 - Philippa Roe, politica britannica (n. 1962)
- 2022 - Aida Rostami, medico iraniana
- 2022 - Betti Zambruno, cantante italiana (n. 1954)
- 2023 - Evgenij Belousov, slittinista sovietico (n. 1962)
- 2023 - Hiroshi Hasegawa, pilota motociclistico giapponese (n. 1934)
- 2023 - Kōstas Nestoridīs, calciatore greco (n. 1930)
- 2023 - Fusa Tatsumi, supercentenaria giapponese (n. 1907)
- 2023 - Mario Valdemarin, attore italiano (n. 1926)
- 2023 - Zahara, cantautrice sudafricana (n. 1987)
- 2024 - Amaury Antônio Pasos, cestista brasiliano (n. 1935)
- 2024 - Ernie Beck, cestista statunitense (n. 1931)
- 2024 - Wolfgang Becker, regista e sceneggiatore tedesco (n. 1954)
- 2024 - Francesco Cinquemani, giornalista, sceneggiatore e regista italiano (n. 1967)
- 2024 - Roberto Colacicchi, geologo italiano (n. 1931)
- 2024 - Dan Grecu, ginnasta rumeno (n. 1950)
- 2024 - Vincenzo Inzerillo, politico italiano (n. 1947)
- 2024 - Alberto Merlati, cestista e imprenditore italiano (n. 1943)
- 2024 - Bill Mlkvy, cestista statunitense (n. 1931)
- 2024 - Jean-Marie Pallardy, attore, regista e sceneggiatore francese (n. 1940)
- 2024 - Tommy Robb, pilota motociclistico britannico (n. 1934)

## Senza anno specificato(1)
- Valerio di Leuconay, abate, missionario e santo franco